# Batocarpus
Batocarpus je rod drveća iz porodice dudovki čije su tri vrste raširene po tropskoj Južnoj Americi, Panami i Kostariki.

## Vrste
1. Batocarpus amazonicus (Ducke) Fosberg
2. Batocarpus costaricensis Standl. & L.O.Williams
3. Batocarpus orinocensis H.Karst.

## Sinonimi
- Anonocarpus Ducke